# Площадь Павших борцов (дилогия)
Площадь Павших борцов — неоконченная дилогия Валентина Пикуля (13 июля 1928, Ленинград — 16 июля 1990, Рига); была частично написана первая часть: роман «Барбаросса». Этот роман не был окончен из-за смерти автора; он был опубликован:
- в 1991 году — в журнале «Советский воин»[2] и
- через год — перепечатан в «Роман-газете»[3].

## Место в творчестве В. Пикуля
Запланировав написать два тома, Пикуль сначала рассчитывал написать первый том (роман «Барбаросса» или, другое название, «Площадь Павших борцов»); затем написать книгу «Когда короли были молоды» (о событиях XVIII века) — и лишь после этого закончить начатое произведение вторым томом.
Однако его планам не суждено было осуществиться: написав лишь большую часть первого тома романа «Барбаросса», Пикуль скончался.

## Цитаты
Про БАМ:
«БАМ, о котором так много шумели в недавние годы, имеет прямое отношение к Сталинградской битве. Правда, до 1941 года он назывался БАМлаг, а из всего, что НКВД успело создать на костях „врагов народа“, уцелела лишь станция Тында, где надобно бы ставить памятник не комсомольцам-добровольцам, а именно им — избитым, голодным, умирающим и пристреленным прямо на шпалах». (В. С. Пикуль «Площадь павших борцов»).